# Металлорежущий инструмент
Металлорежущий инструмент — разновидность режущего инструмента, предназначенная для изменения формы и размеров обрабатываемой металлической заготовки путём удаления части материала в виде стружки с целью получения готовой детали или полуфабриката.
Металлорежущий инструмент делят на машинный (станочный) и ручной.
Для заточки инструмента применяются заточные станки различных конструкций, ручная заточка абразивными камнями.

## Производство металлорежущего инструмента
В настоящее время почти в каждой стране есть по несколько производителей металлорежущего инструмента. В результате конкуренции наблюдается специализация в разных отраслях, так, например, Botek всю жизнь совершенствует тему глубокого сверления, PAUL HORN — на отрезных операциях и обработке различного вида канавок, как наружных, так и внутренних с использованием твердосплавной сменной пластиной, CERATIZIT делает большой акцент на производстве основных компонентов для твердых сплавов различных типов, Vardex и Carmex — резьбонарезной инструмент, Shaviv — ручной шлифовальный инструмент, Mapal имеет обширный перечень инструмента для обработки отверстий, Vertex — на инструментальной оснастке (магнитные плиты и тиски), компания Comadex B.V. является производителем токарного инструмента, оснащенного сменными неперетачиваемыми пластинами для обработки канавок различного профиля, отрезки заготовок, обработки резьб токарным методом в отверстиях малого диаметра. Несмотря на обилие производимого металлорежущего инструмента (сверла, фрезы и резцы), наблюдается разница как в цене, так и в износостойкости. Есть также разница и в стратегии применения металорежущего инструмента — есть компании, которые позиционируют себя как производители дорогого, но высокопроизводительного инструмента с длительным сроком службы, а есть компании, которые производят менее дорогой и, соответственно, с меньшим сроком службы.